# 9152 Combe
9152 Combe è un asteroide della fascia principale. Scoperto nel 1980, presenta un'orbita caratterizzata da un semiasse maggiore pari a 2,3641532 au e da un'eccentricità di 0,2435460, inclinata di 3,58452° rispetto all'eclittica.
L'asteroide è dedicato al ricercatore Jean-Philippe Combe.